# 范丞丞
范丞丞（2000年6月16日—），中國男歌手、演員和音乐创作人。

## 早年
范丞丞出生于山东青岛，是范冰冰的弟弟。范丞丞自小就读于北京的贵族学校北京市私立汇佳学校，15岁时遠赴英国就讀皇家罗素中学，之后转学到美国蒙特沃德学院。范丞丞因在美国看到艺人在台上唱歌跳舞，也希望自己能在台上表演，遂于2016年11月又赴韩国，经过选秀面试进入了乐华娱乐开始练习生训练。
2007年，范丞丞在范冰冰主演的电影首映礼上首度公開亮相，由於兩人年齡的差距，范丞丞随后遭網路輿論猜测他是范冰冰的私生子。范丞丞于2018年對一網路媒體提出公然誹謗告訴，因該媒體在新浪微博發表一連串隱射相關文章。同年9月25日，北京市海淀区法院宣判范丞丞勝訴。

## 演藝事業

### 2018：出道
2018年1月，范丞丞以练习生的身份参加选秀节目《偶像练习生》 。4月6日，其以總票數第三名作為NINE PERCENT組合成員正式出道。6月21日，范丞丞隨組合NEXT發佈出道迷你專輯《THE FIRST》。11月22日，范丞丞发布了個人首支单曲《I'm here》，隨後于12月7日發佈了第二支单曲《哑剧（Dumb Show)》，並收录於NEXT第二張專輯《NEXT TO YOU》中。

### 2019：首張EP《LIKE A FAN》
2019年6月16日，范丞丞发布了個人首張EP《LIKE A FAN》。同年10月6日，范丞丞于所參與的限定組合NINE PERCENT正式畢業。

### 2020：第二張EP《EMERGING》
2020年6月16日，范丞丞發布了第二張EP《EMERGING》。

### 2021：第三張EP《EMERGING:The remix》、第四張EP《咦？》、電影《門鎖》
2021年4月30日，范丞丞的第三張EP《EMERGING:The remix》正式上線。同年6月16日，范丞丞發佈了第四張EP《咦？》。2021年11月19日，范丞丞首次參演電影《門鎖》上映。

## 音乐作品

### 单曲
| 作品名称              | 发行时间       | 备注                                     |
| 《I'm Here》          | 2018年11月22日 | 首支个人单曲                             |
| 《哑剧（Dumb Show）》 | 2018年12月7日  | 随专辑发行的个人单曲                     |
| 《Umbrella》          | 2019年9月26日  | 收錄於NINE PERCENT團體專輯《限定的記憶》 |
| 《Can't Slow Down》   | 2020年5月19日  | 个人单曲                                 |
| 《秘密》              | 2021年10月18日 | 首支情歌(由汪蘇瀧創作並擔任製作人)       |
| 《WE DON'T PLAY》     | 2023年3月24日  | 與馬思唯的合作曲                         |
| 《拿范儿》            | 2024年7月18日  | 與謝帝、馬思唯的合作曲                   |

### EP
| 專輯# | 專輯資料                                         | 曲目 |
| 1st   | 《Like a Fan》 - 發行時間：2019年6月16日         | 1. Dip out 2. Finesse 3. Straight (feat.艾福杰尼)                                                                                       |
| 2nd   | 《EMERGING》 - 发行时间：2020年6月16日           | 1. 困兽 2. Missed Texts 3. 2 Minds 4. 过度呼吸                                                                                          |
| 3rd   | 《EMERGING:The remix》 - 发行时间：2021年4月30日 | 1. Relationship (feat.GALI) 2. Straight (Remix) 3. Can't Slow Down (Remix) 4. Dripping 5. GTA (feat.弹壳 Danko） 6. 过度呼吸 (Acoustic) |
| 4th   | 《咦？》 - 发行时间：2021年6月16日               | 1. Born to Lose 2. MAD! 3. 2 4. Proud of Myself                                                                                         |

## 影視作品

### 電視劇/網絡劇
| 播出年份 | 電視劇名稱         | 角色        | 備註   |
| 2021     | 《靈域》           | 秦烈/贡穆烈 | 網絡劇 |
| 2021     | 《致命願望》       | 裘文東      | 網絡劇 |
| 2022     | 《被遗忘的时光》   | 路小凡      | 網絡劇 |
| 2023     | 《曾少年之小时候》 | 成年楊澄    | 網絡劇 |
| 2023     | 《曾少年》         | 楊澄        |        |
| 2024     | 《要久久爱》       | 蔣翼        |        |
| 2024     | 《小巷人家》       | 莊圖南      |        |
| 待播     | 《左肩有你》       | 蔣丞        | 網絡劇 |

### 電影
| 播出年份 | 名稱              | 角色   |
| 2021     | 《门锁》          | 小吴   |
| 2023     | 《了不起的夜晚》  | 豹子   |
| 2023     | 《人生路不熟》    | 万一帆 |
| 2024     | 《飞驰人生2》     | 厉小海 |
| 2024     | 《扫黑·决不放弃》 | 俞青   |
| 2025     | 《浪浪人生》      | 黑狗达 |
| 待上映   | 《千金不換》      | 楚星辰 |
| 待上映   | 《火星計劃》      | 白天明 |

### 固定綜藝節目
| 播出年份 | 播出日期              | 播出平臺 | 節目名稱                     | 集数 |
| 2018     | 1月19日－4月6日       | 愛奇藝   | 《偶像練習生》               | 12   |
| 2018     | 12月31日-2月25日      | 新浪微博 | 《明天我們不在家》           | 8    |
| 2019     | 3月16日－6月1日       | 愛奇藝   | 《青春的花路》               | 12   |
| 2019     | 3月19日－4月23日      | 騰訊視頻 | 《女兒們的男朋友》           | 6    |
| 2019     | 3月29日－6月28日      | 芒果TV   | 《少年可期》                 | 13   |
| 2019     | 5月4日－7月27日       | 浙江卫视 | 《青春环游记》               | 12   |
| 2019     | 11月8日－29日（停播） | 浙江衛視 | 《追我吧》                   | 3    |
| 2020     | 5月8日－6月10日       | 爱奇艺   | 《我要这样生活》             | 6    |
| 2020     | 6月6日－8月22日       | 浙江卫视 | 《青春环游记2》              | 12   |
| 2020     | 7月8日－9月2日        | 优酷     | 《720潮流主理人》            | 9    |
| 2020     | 7月31日－10月16日     | 爱奇艺   | 《做家務的男人 (第二季)》    | 12   |
| 2020     | 11月11日－1月7日      | 騰訊視頻 | 《令人心動的offer (第二季)》 | 10   |
| 2020     | 12月4日－2月19日      | 爱奇艺   | 《潮流合伙人2 (第二季)》     | 12   |
| 2021     | 11月6日-1月28日       | 浙江卫视 | 《青春环游记3》              | 12   |
| 2022     | 8月6日－10月8日       | 浙江卫视 | 《嗨放派2》                  | 10   |
| 2022     | -                     | 騰訊視頻 | 《有家雜貨鋪》               | 10   |
| 2023     | 4月14日-7月21日       | 浙江卫视 | 《奔跑吧 (第十一季)》        | 12   |
| 2023     | 8月13日-10月15日      | 騰訊視頻 | 《現在就出發》               | 10   |
| 2023     | 11月18日-12月30日     | 浙江卫视 | 《奔跑吧·生態篇》            | 5    |
| 2024     | 4月19日-7月12日       | 浙江卫视 | 《奔跑吧 (第十二季)》        | 12   |
| 2024     | 5月4日-7月21日        | 爱奇艺   | 《新说唱2024》               | 12   |
| 2025     | 4月25日-7月18日       | 浙江卫视 | 《奔跑吧 (第十三季)》        |      |

## 獎項及榮譽
| 日期       | 頒獎典禮                     | 獎項名稱             | 結果 |
| 2018-12-20 | 搜狐时尚盛典                 | 年度时尚影响力男明星 | 獲獎 |
| 2018-12-20 | 搜狗IN全景·臻选礼            | 年度最IN影响力偶像   | 獲獎 |
| 2018-12-18 | 第十届新京报“中国时尚权力榜” | 年度新势力艺人       | 獲獎 |
| 2019-12-6  | 2020爱奇艺尖叫之夜           | 年度飞跃人气歌手     | 獲獎 |
| 2020-12-6  | 2021愛奇藝尖叫之夜           | 最受期待新人演員     | 獲獎 |
| 2020-12-6  | 2021愛奇藝尖叫之夜           | 年度綜藝之星         | 獲獎 |
| 2022-08-14 | 2022微博电影之夜             | 年度潜力演员         | 獲獎 |
| 2024-11-16 | 第37屆中國電影金雞獎         | 最佳男配角           |      |

## 外部連結
- 范丞丞Adam0616的新浪微博
- 范丞丞的Instagram帳戶
- 范丞丞工作室官方微博的新浪微博